# Burgh (Zélande)
Pour les articles homonymes, voir Burgh.
Burgh est un village appartenant à la commune néerlandaise de Schouwen-Duiveland, situé dans la province de la Zélande.
Le village forme une seule agglomération avec Haamstede, situé plus au nord. Ainsi, la commune considère souvent les deux villages comme un seul village : Burgh-Haamstede.
Burgh était une commune indépendante jusqu'au 1er janvier 1961. À cette date, la commune fusionna avec Renesse, Haamstede, Noordwelle et Serooskerke pour former la nouvelle commune de Westerschouwen.